# Bosone scalare
Un bosone scalare è un bosone il cui spin è uguale a zero. il termine "scalare" origina dal fatto che la teoria quantistica dei campi prevede che i campi rappresentati dai bosoni con spin 0 siano scalari, ovvero siano invarianti sotto trasformazioni di Lorentz (scalari di Lorentz).
I bosoni scalari hanno parità pari (positiva) o dispari (negativa); nel secondo caso sono detti pseudoscalari.

## Bosoni scalari
- L'unico bosone scalare fondamentale nel modello standard è il bosone di Higgs,[2] la cui esistenza è stata confermata il 14 marzo 2013 al Large Hadron Collider.[3]
- Varie particelle composte note sono bosoni scalari, ad esempio la particella alfa e alcuni mesoni.[4]
- La teoria φ4, una diffusa teoria quantistica dei campi, descrive campi bosonici scalari e viene impiegata in molti libri introduttivi alle teorie quantistiche dei campi,[5] in quanto è utile come toy model per presentare in modo semplice i concetti della teoria.

## Bosoni pseudoscalari
- Non ci sono bosoni pseudoscalari fondamentali nel Modello Standard, ma sono pseudoscalari alcuni mesoni, come il pione.[6]